# Necrópole da Pedreirinha
A Necrópole da Pedreirinha é um monumento situado na freguesia de São Bartolomeu de Messines, no concelho de Silves, na região do Algarve, em Portugal.

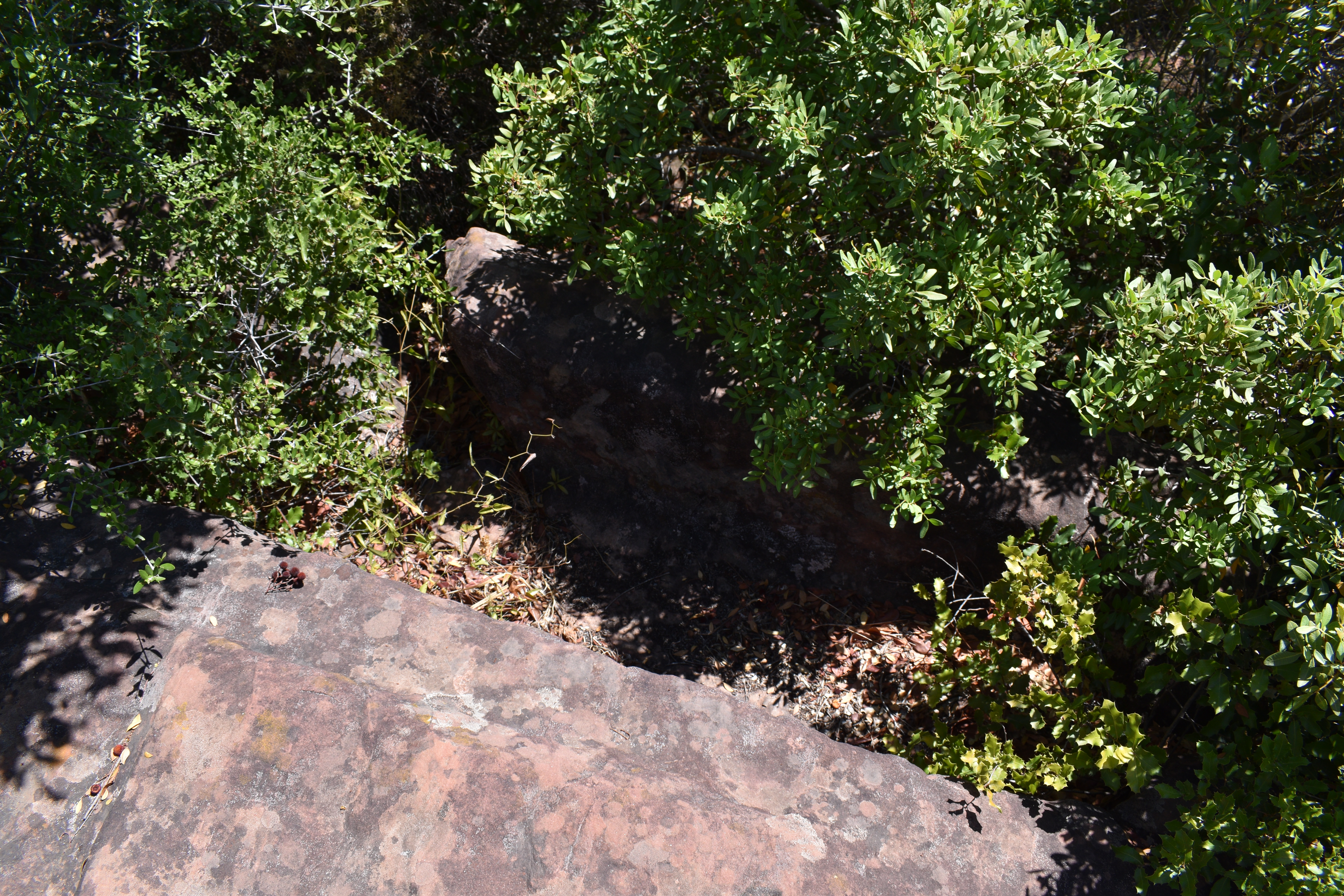
Vestígios da sepultura infantil.

## História e descrição
A necrópole está situada no topo de uma colina conhecida como Cerro da Pedreirinha, na zona de Vale Fuzeiros. É formada por quatro sepulcros escavados em dois afloramentos de arenito de Silves. O grupo principal é composto por três sepulturas muito próximas, de planta rectangular ou sub-trapezoidal, das quais duas são de adulto, e uma foi destinada a uma criança. A curta distância e a uma quota inferior situa-se a quarta sepultura, de forma ovalada, cujo centro era mais largo do que a cabeceira e os pés. Não restaram quaisquer vestígios das tampas dos sepulcros, nem foi descoberto qualquer espólio correspondente às sepulturas.

Faz parte de um conjunto de monumentos denominado de Circuito Arqueológico da Vilarinha, que inclui igualmente o Alinhamento de Menires da Vilarinha e as necrópoles da Carrasqueira e Forneca.
O monumento terá sido utilizado durante a Alta Idade Média, sendo provavelmente construídos por uma comunidade que aproveitava os solos férteis, abastecidos pelo Barranco da Baralha, e a proximidade da serra, que fornecia alimentação e madeira. Porém, os achados arqueológicos nas redondezas apontam para uma ocupação humana do local muito mais antiga. Foram recolhidas várias peças pré-históricas, como uma dormente de mó, um machado de pedra polida e um machado mirense, este último a alguma distância. Nas imediações situam-se os vestígios de uma possível mamoa do Neo-Calcolítico,e vários vestígios de ocupação durante o período romano, onde foram descobertos fragmentos de cerâmica comum, de terra sigillata e de construção, várias pedras de grés que poderiam fazer parte de uma estrutura, e um forno de cal, de grandes dimensões.
As primeiras referências à sua existência foram durante o século XX, quando foram erradamente identificadas como tinas de culto da época romana. Em 2005 o local foi alvo de trabalhos arqueológicos de levantamento, durante as quais foram identificadas as três sepulturas do grupo central. Em 8 de Outubro de 2014, a Câmara Municipal de Silves deliberou o início do processo de classificação da necrópole, originalmente com a categoria de Conjunto de Interesse Municipal. Este pedido teve um parecer favorável da Direcção Regional de Cultura do Algarve em 22 de Janeiro de 2015, e em 11 de Fevereiro um despacho da Direcção Geral do Património Cultural autorizou a classificação, embora na categoria de Sítio de Interesse Municipal. Assim, o monumento foi classificado como Sítio de Interesse Municipal pelo Edital n.º 39/2016, de 15 de Junho, da autarquia de Silves.

## Leitura recomendada
- CABRITA, Luís Miguel Guerreiro Cabrita (2014). Povoamento alto medieval de São Bartolomeu de Messines. [S.l.: s.n.] 187 páginas. ISBN 978-989-20-4596